# Blakistonia exsiccata
Blakistonia exsiccata är en spindelart som först beskrevs av Embrik Strand 1907.  Blakistonia exsiccata ingår i släktet Blakistonia och familjen Idiopidae.
Artens utbredningsområde är Sydaustralien. Inga underarter finns listade.